# کراتینوس
کراتینوس (به یونانی: Κρᾰτῖνος) (زادهٔ در حدود ۵۱۹ پیش از میلاد - درگذشتهٔ ۴۲۳ پیش از میلاد) شاعر طنزپرداز یونانی و یکی از سه کمدی‌نویس بزرگ یونان باستان (درکنار اوپولیس و آریستوفان) بود.
کمدی‌های کراتینوس نیز همچون آثار آریستوفان ترکیبی است از اساطیر به هجو درآمده و اشارات موضعی و در این میان پریکلس، جنگ‌سالار آتنی یکی از اهداف مکرر او بود. کراتینوس در حدود ۲۷ نمایشنامه نوشت که نخستینشان در حدود ۴۵۰ سال پیش از میلاد مسیح بوده و امروزه تنها ۴۶۰ قطعه از آن‌ها باقی‌مانده است.
یکی از نمایشنامه‌های کراتینوس «بطری» نام دارد و این نمایشنامه در ۴۲۳ پیش از میلاد توانست با شکست دادن «ابرها»ی آریستوفان در مسابقهٔ نمایشنامه‌نویسی آتن، جایزهٔ نخست را به خود اختصاص دهد. او در این نمایشنامه با بهره‌برداری شوخ‌طبعانه از موضوع مستی خود که یک سال پیش در «شوالیه»های آریستوفان به مسخره گرفته شده بود نشان داد که چگونه همسرش کمودیا، از ارتباط او با معشوقه‌اش مته (مستی) زبان به گله و شکایت می‌گشاید.